# 일본도

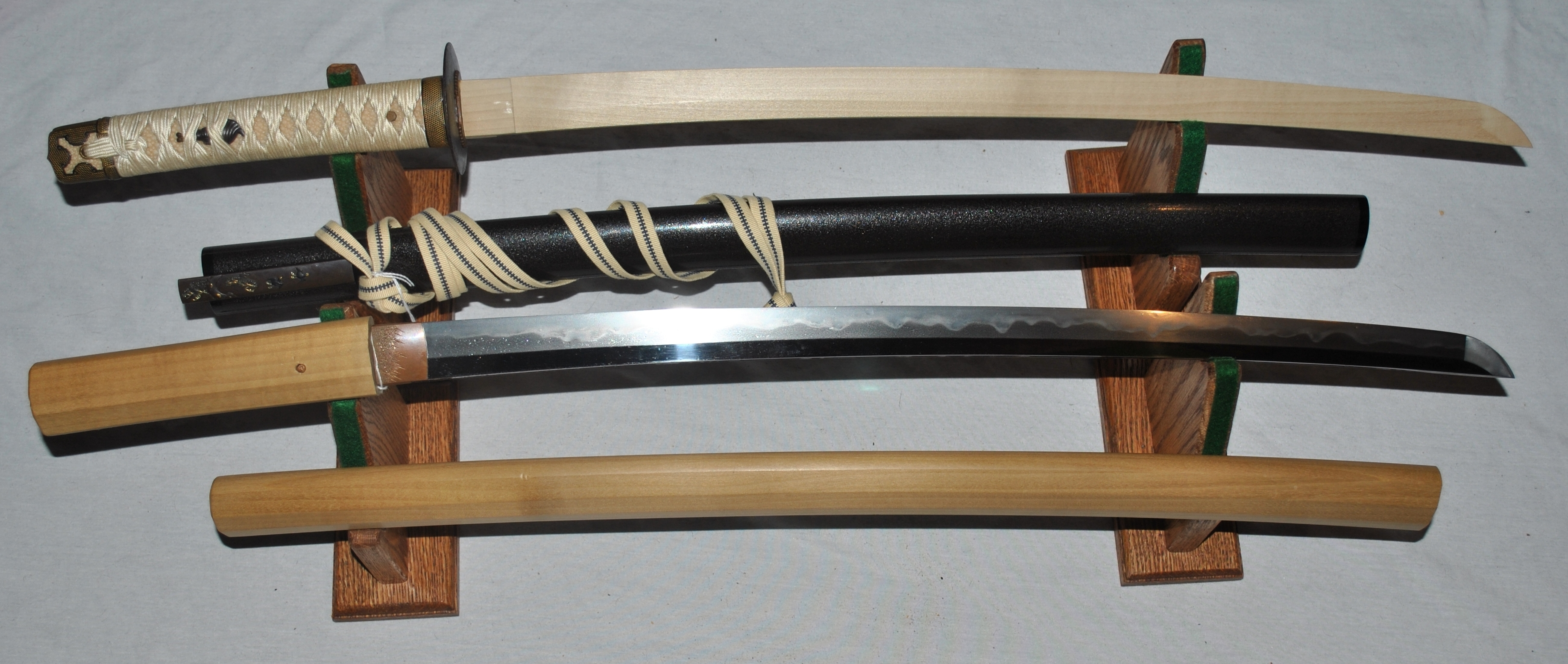
16세기 또는 17세기의 카나타의 모습. 칼집과 함께 있다.

일본도(일본어: 日本刀 니혼토[*], 刀 가타나[*])는 10세기 이후 일본에서 만들어진 일본 고유의 도검이다.

## 일본 사회에서의 칼

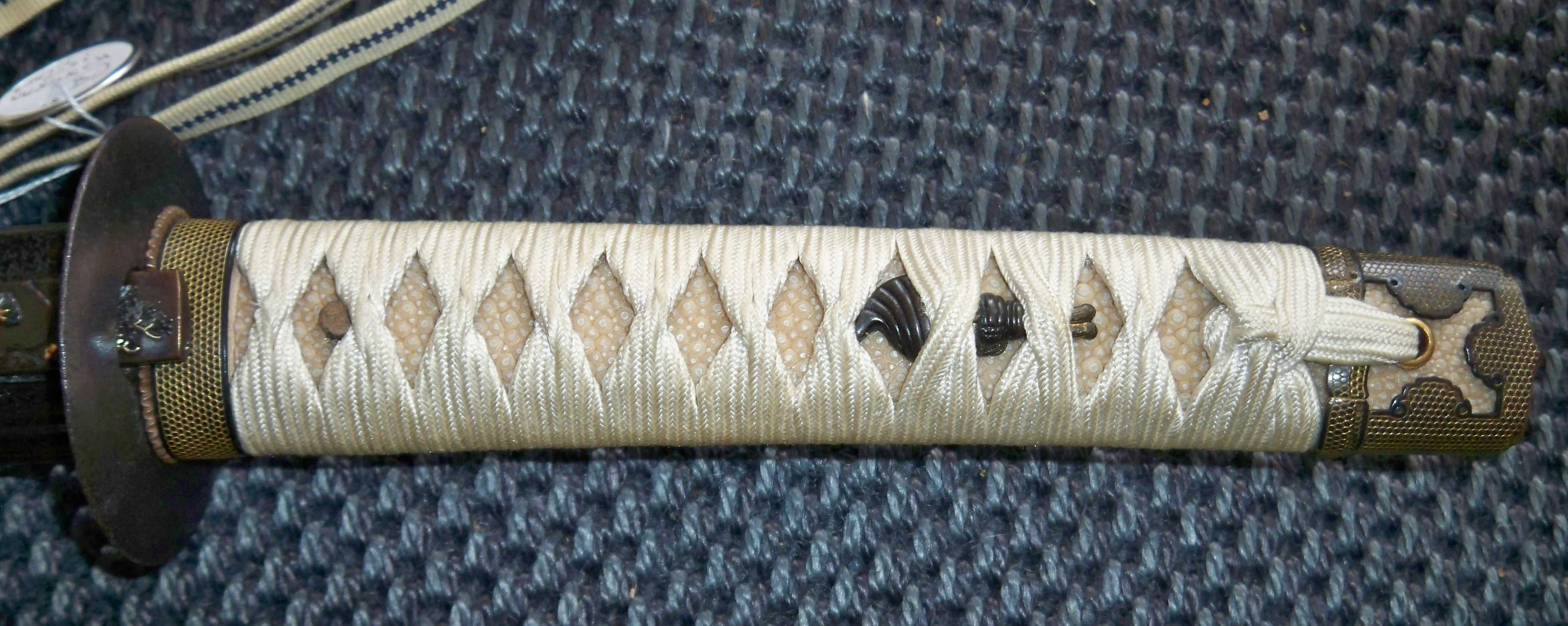
19세기에 대사에게 수여된 카타나의 손잡이.

일본도의 특징은 곡선인데 이 일본도의 기원은 일본 동북지방에 살던 에미시(蝦夷)가 사용하던 곡선있는 칼 케누키가타와라비테토(毛抜形蕨手刀)이다. 문화의 많은 부분은 칼과 연계되어 있다. 칼을 차고 다니는 법, 청소하는 법, 보관하는 법, 날을 세우는 법(혹은 무디는 법), 칼을 쥐는 법 등이 시대를 따라 진화했다. 예를 들어, 남의 집에 들어가는 사무라이는 그가 정좌할 때 칼집에 넣은 칼을 어떻게 보관해야 할 것인지를 고려해야 한다. 그의 칼을 쉽게 뽑을 수 있는 위치에 놓는 것은 의심과 적대감을 불러 일으켰다. 따라서, 그가 왼편이든 오른편이든 간에 날이 자신을 향하게 칼을 놓거나 완만하게 기울어진 위치에 칼을 놓는 것은 중요한 에티켓으로 간주되었다. 자신의 집에서는, 가타나 진열대의 와키자시 윗 자리에 가타나의 날이 위를 향하도록 올려 놓았다. 칼을 차고 다닐 때와 마찬가지로. 그리고 손잡이는 항상 보는 입장에서 왼쪽을 향하도록 놓였다. 칼을 세워 놓을 때는 손잡이를 밑으로 향하게 하고 칼집을 위로 향하게 하여 세워 놓았다.
에도 시대가 되기 전까지는 사무라이들은 칼을 주무장으로 사용하지 않았다. 그들은 활을 제일 먼저 사용했고, 그 다음 창을 사용했고, 마지막으로 칼을 사용했다. 전해져오는 속담인 "부러진 칼과 빈 화살통"은 그들이 활용 가능한 모든 무기를 이용해서 싸웠음을 시사한다.
센고쿠 시대를 거치면서 칼의 급격한 발달이 이뤄지게 되었는데, 전국 시대까지만 해도 칼은 무사들의 다양한 무기들 중 하나일 뿐이었다. 전쟁이 끝난 후 에도 시대가 되면서 검술이 도장을 통한 자기수양이나 신분상승을 위한 형태로 바뀌어감에 따라 일종의 정신 문화로서 자리 잡아가게 된다.
그러면서 점차 칼은 사무라이의 정신으로 여겨졌다. 전국 시대 말기 도요토미 히데요시가 집권 중에 시행한 가타나가리(刀狩り)를 통해 오직 사무라이만이 칼을 차고 다니도록 하고 그 외에 농민 같은 사람들로부터 칼을 몰수하여 병농분리가 행해졌다.
별한 선물로 사용하기 위해 잘 보관해 두는 것이 관례였다. 이런 칼들은 주로 쇼군이 자신의 총애를 표시하기 위해 선물했다.
다만 닌자의 경우 사무라이와 상호고용상태 또는 대등한 상태이기 때문에 사무라이와 마찬가지로 일본도를 소지하는 것이 가능했다. 하지만 닌자들은 사무라이용 일본도처럼 날이 휘어진 일본도가 아니라 날이 일직선으로 곧게 뻗은 닌자 전용 일본도를 사용했다.

## 일본도의 역사
일본도는 에도시대~2차세계대전까지 전투용으로 사용됐다가 20세기 이후부터 장식/취미용으로 사용됐다.

## 일본도의 분류

### 길이에 의한 분류

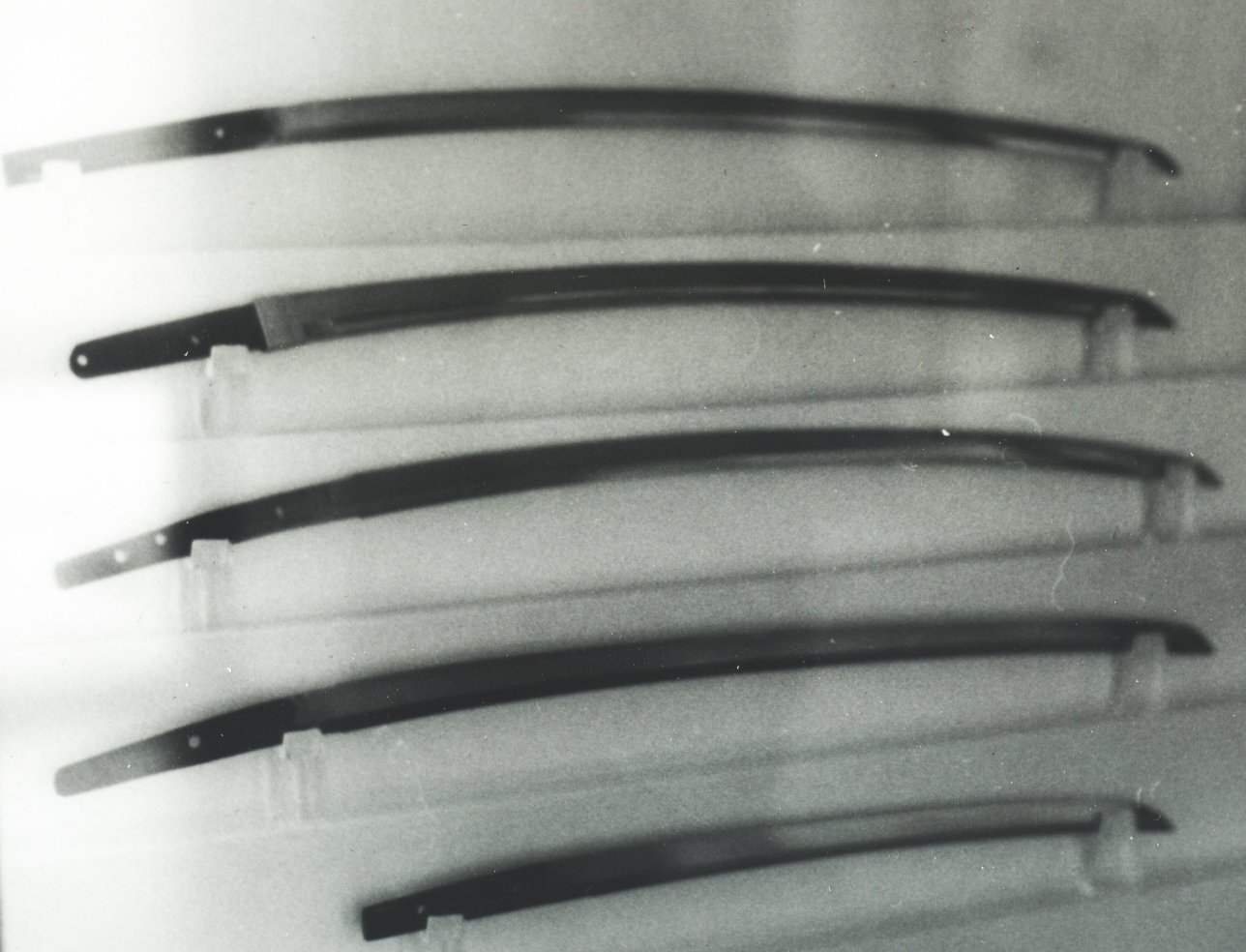
몇 자루의 타도와 협차, 길이와 곡선의 다양한 변화를 보여준다. '나카고'도 잘 보인다.

일본도는 다양한 방법으로 제작된다. 일본도를 구별하는 유용한 방법 중 하나는 길이로 구분하는 것이다. 일본도의 길이는 주로 척으로 나타낸다. 1척은 약 30 cm 혹은 1피트와 같다.
- 칼날이 1척보다 짧은 칼은 단도로 분류된다.
- 칼날이 1척보다는 길지만 2척보다 짧은 칼은 소도로 분류된다. 협차와 소태도가 소도 범주에 포함된다.
- 칼날이 2척보다 긴 칼은 대도(大刀), 혹은 장도(長刀)로 분류된다. 타도와 태도가 이 범주에 속한다. 타도는 오비(허리띠)에 꽂아 칼날이 위로 향하게 차지만, 태도는 허리에 끈으로 묶어 매며 칼날이 아래로 향하게 찬다. 타도와 태도는 칼날의 형태, 나카고의 메이(signature)의 방향, 장식의 형태로 구별할 수 있다.
- 칼날이 3척보다 긴 비정상적인 칼은 대부분 등을 가로질러 매며, 대태도(大太刀) 혹은 야태도(野太刀)라고 불린다.

지사카타나라는 것은 단순히 약간 짧은 카타나이다. 지사카타나는 협차보다는 길지만 타도보다는 짧은 칼날을 가진다. 이것은 찾아보기 힘든데, 왜냐하면 키가 큰 사람은 타도를 선호하고 키가 작은 사람은 협차를 선호했기 때문이다. 지사카타나는 대부분 다이쇼를 이루지 않고 홀로 쓰였다.

### 날의 모양에 따른 분류
흔히 알려진 일본도는 사무라이용 일본도로 날이 초승달처럼 휘어졌다. 하지만 이런 형태의 일본도 외에도 날이 일직선으로 곧게 뻗은 직도(直刀) 형태의 일본도도 존재했는데 이렇게 날이 휘어지지 않고 반듯한 일본도는 닌자용 일본도이다.
생산 연도에 의한 분류
- 987년 이전의 칼들은 일직선 형태였다. 이 때의 칼들은 조고토(上古刀) 혹은 조쿠토라 불린다.
- 987~1597년 사이의 칼들은 고토(古刀)라고 불린다. 초기의 칼들은 곡선이 고르지 않았고 곡률 중심이 손잡이 근처에 위치했다(고시조리(腰反り)), 칼날의 휨이 가장 큰 부분이 손잡이 바로 앞에 위치). 시간이 흐를수록 곡률 중심은 칼날 쪽으로 밀려 올라가 칼날이 더욱 휘어지게 되었다.
- 1597~1760년 사이의 칼들은 신토(新刀)라고 불린다. 대부분의 신토는 고토보다 열등한 칼으로 평가받는다. 이것은 칼 제조 기법의 실전과 퇴화 때문으로 추측된다.
- 1761~1876년 사이의 칼들은 다시 고토 형태로 만들어졌다. 이 칼들은 "신신토(新々刀)"라고 불린다. 이 칼들은 신토보다 뛰어난 것으로 평가 받지만, 진짜 고토보다는 질이 떨어진다고 평가 받는다.
- 1876년 이후부터는 세계 2차 대전의 군수품으로 공장에서 일본도를 대량 생산하기에 이른다. 이 칼들은 군토(軍刀)라고 불린다. 초기의 군토는 서구의 기병도와 닮은 것도 있으나, 대부분 다치를 모방하여 만들어졌다. 칼의 대량 생산으로 인하여 칼날의 길이는 신토나 신신토보다 더 짧아지는 경향을 보였다. 고토나 신토, 신신토의 칼날에 군토의 장식을 조합하는 경우도 있었다. 전쟁 후기로 갈수록 그 형태와 품질이 조잡해진다.

### 장비 방법에 의한 분류
1500년도 이전의 칼들은 대부분 허리에서 끈으로 묶어 칼날을 아래로 향하게 하여 차고 다녔다. 이런 형식을 진다치-주크리 라고 불렸고, 이런 식으로 차고 다니는 모든 대도(장도)는 다치라고 불렸다. 1500~1867년 사이에는 대부분의 칼을 오비(허리띠) 속으로 들어가 칼날이 위를 향하게 차고 다녔다. 이때 거의 모든 칼들은 다이쇼(대소의 한 쌍)을 이루었다. 이 형식을 부케-주크리 라고 불렀다. 이런 식으로 차고 다니는 모든 장도는 가타나라고 불렸다. 1867년 이후의 군율과, 사무라이 계급의 해체에 따라 대부분의 군인들은 진다치-주크리 형식으로 칼을 차고 다녔다.
1953년 이후 최근까지 오직 시연용으로 부케-주크리 스타일이 다시 살아나고 있다. 다치로 제작된 칼들은 주로 신토보다는 고토 쪽이라서 훨씬 강하고 아름답게 장식되어 있다. 그러나 아직도 부케-주크리 식의 가타나도 제작되고 있다. 칼을 허리에 찼을 때 장인의 표식이 보이는 방향으로 차면 되기 때문에 장인이 다치 식 아니면 오비 식으로 칼을 만들었냐를 판별하는 것은 쉬운 작업이다.
다만 닌자의 경우 칼을 허리에 차는 게 아니라 칼을 등에 메고 다녔다.

## 제조

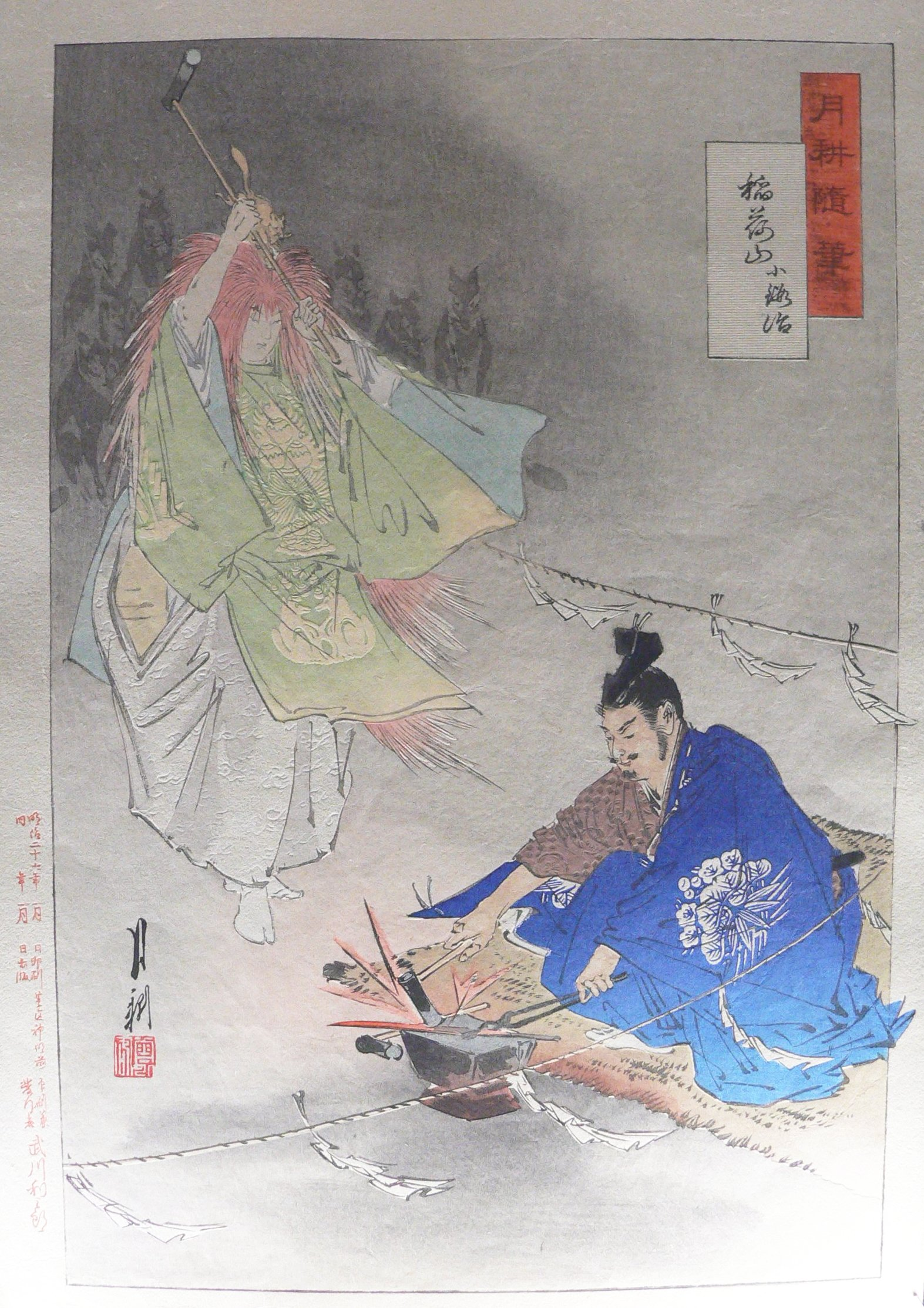
대장장이 무네치카(10세기 말)가 여우 정령의 도움을 받아 명도(名刀) "고기쓰네마루"("작은 여우")를 주조하고 있다. "가미(神)"는 여우들에게 둘러싸인 여성으로 표현되고 있다. 오가타 게코(1859~1920)의 1873년 작품

일본도와 다른 날 달린 무기들은 거의 대부분 접철 방식으로 제작되었다. 접철 방식이란 금속을 가열하고 접고 망치로 두들기는 일련의 과정을 계속 반복하는 방식이다. 당시 사용되던 철이 굉장히 불순했기 때문에 일반적인 방식으로 주조할 경우 칼의 표면에 균열이 가고 쉽게 깨지는 등 불이익이 많았다. 접철 방식은 비록 노동 집약적이긴 하지만 불순한 철로 인한 균열을 막아주고 철의 탄소 함유량을 칼의 모든 부위에 골고루 분배해주는 효과 등이 있기 때문에, 곧 인기를 끌게 되었다. 접철 방식의 특징은 칼날에 각각의 칼마다 다른 특이한 접철 무늬를 새긴다는 것이다.
카타나와 와키자시는 일반적으로 다른 특성, 다른 칼날 두께, 다른 연마도로 만들어진다. 와키자시는 히라-주크리 라고 하는 방식으로 제작되는 경우도 있었으며, 때로는 가타나의 길이를 줄여(스리아게) 제작되는 경우도 있었다.
또한 다른 도검류가 채택한 통강(桶鋼)을 그대로 담금질해서 만드는 방식이 아닌 탄소성분이 각각 다른 두 가지 종류의 철로 만든다. 경강을 U자로 구부려 속에 연강을 넣어 만드는 방식을 채택하여 단단하면서 반면 부러지지 않게 제작하였다. 경우에 따라서는 두 겹이 아닌 여러겹으로 덧대어 만들기도 한다.
다이쇼가 항상 함께 주조된 것은 아니다. 사무라이가 한번에 다이쇼를 구매할 여유가 있다면 편리하게 한 쌍의 맞춤식 칼을 가질 수 있었지만, 그렇지 못할 경우에는 다른 장인이 다른 형식으로 만든 두 자루 칼을 사용할 수밖에 없었다. 다이쇼가 한 명의 장인에 의해 완성되었다 하더라도 꼭 그 둘이 같이 주조되었다거나 장식되었다고는 할 수 없었다. 다이쇼가 동시에 주조되고, 장식되고, 판매되고 사용되는 것은 굉장히 희귀한 예로써 이런 다이쇼는 높은 가치를 가지고 있었다. 특히 그 다이쇼가 원형을 그대로 유지하고 있을 경우에는 어마어마한 가치를 지녔다.
진품 일본도는 대부분 상당히 비싼 가격에 팔린다. 현대식 가타나, 와키자시는 소수의 공인 제작자들에 의해서만 만들어진다. 그렇지만 때문에 2차 세계대전에 사용되었던 "98식 군토"는 그에 비해 그다지 비싼 편은 아니다.
일본어로 칼집을 사야라고 부른다. 개별적으로도 중요한 예술품으로 취급되는 손잡이 보호대는 쓰바라고 부른다. 칼의 다른 장식적 측면도 비슷하게 예술품 취급을 받았다. 메누키는 손잡이 장식, 하바키는 칼날의 끝단과 칼집의 쐐기모양, 후치와 가시라는 손잡이의 끝단과 마무리, 고즈카는 작은 다용도칼 손잡이, 고가이는 장식적인 코크 따개 모양의 도구를 뜻한다.

### 성분
가타나에 사용된 강철 합금은 장인에 따라, 철 광석이 산출된 광맥에 따라 모두 달랐다. 제2차 세계 대전때 주조된 신군토의 성분을 분석해 보았다.

| 무기물 조성 | 무기물 조성       |
| ----------- | ----------------- |
| 철          | 95.22%에서 98.12% |
| 탄소        | 0.10%에서 3.00%   |
| 구리        | 1.54%             |
| 망간        | 0.11%             |
| 텅스텐      | 0.05%             |
| 몰리브덴    | 0.04%             |
| 티타늄      | 0.02%             |
| 규소        | 다양하게 변화     |
| 기타 성분   | 나머지            |

높은 탄소 함유량은 칼날을 강하게 만들었고, 규소는 칼날에 인장력에 대한 내구성과 유연성을 주었다.

## 같이 보기
- 노다치
- 다치
- 사야
- 오다치
- 와키자시
- 우치가타나
- 츠루기
- 탄토
- 왜도
- 할복
- 태도 (일본도)
- 타도